# Negara Batin (Kota Agung Barat)
Negara Batin is een bestuurslaag in het regentschap Tanggamus van de provincie Lampung, Indonesië. Negara Batin telt 2033 inwoners (volkstelling 2010).